# 路下駅
路下駅（ロハえき）は朝鮮民主主義人民共和国平安北道郭山郡郭山邑にある、朝鮮民主主義人民共和国鉄道省平義線の駅である。郭山郡の北部に位置する。

## 駅構造
1面2線の地上駅。

## 隣の駅
朝鮮民主主義人民共和国鉄道省
平義線
郭山駅 - 路下駅 - 宣川駅